# Mohamed Hagni
Mohamed Hagni (dit Abderzak Fellah), né le 21 avril 1941, est un homme politique algérien. Membre du Front de libération nationale, il est député de la cinquième circonscription électorale de la wilaya de Batna au cours de la troisième législature (1987-1992).